# Erkeç, Ovacık
Erkeç là một xã thuộc huyện Ovacık, tỉnh Karabük, Thổ Nhĩ Kỳ. Dân số thời điểm năm 2010 là 119 người.